# غزية (فلم)
غزية هو فيلم سينمائي درامي تم إنتاجه في المغرب سنة 2017، وأول عرض له كان في مهرجان تورنتو الدولي. الفيلم من إخراج نبيل عيوش وبطولة كل من مريم توزاني وآريه وورذارلتر وأمين الناجي وعبد الإله رشيد ويونس بواب
تم اختيار الفيلم للتنافس على جوائز الأوسكار لعام 2018، في فئة «أفضل فيلم أجنبي».
وأوضح بلاغ للمركز السينمائي المغربي، أن لجنة انتقاء برئاسة الفنان والرسام ماحي بينبين اختارت فيلم «رازيا» لتمثيل المغرب في القائمة القصيرة لجوائز الأوسكار في فئة أفضل فيلم أجنبي بدورة 2018، وفقا للمعايير المعمول بها لدى أكاديمية الفنون والعلوم السينمائية. وجاء هذا القرار، يضيف البلاغ، في أعقاب اجتماع للجنة الانتقاء يومي 14 و15 شتنبر 2017 في الرباط.

## القصة
تدور أحداث الفيلم حول خمس شخصيات مختلفة في شوارع الدار البيضاء، حيث تتقاطع حياتهم معاً بشكل درامي، فعلى مدار عدة عقود؛ تدور 
أحداث أكثر من قصة في أزمنة وظروف مختلفة، فالفيلم يتطرق لموضوع الظلم الاجتماعي في المغرب، حيث ينقل قصصا وقعت بين السكان الأحياء اليهودية الغنية والفقيرة في البيضاء منذ سنة 1980 إلى اليوم.

## روابط خارجية
- مقالات تستعمل روابط فنية بلا صلة مع ويكي بيانات